# دشمن بزرگ (فیلم)
دشمن بزرگ: داستان منحصر به فرد (به هندی: Jaani Dushman: Ek Anokhi Kahani) یا جانی دشمن بازسازی فیلم به همین نام محصول سال ۲۰۰۲ و به کارگردانی راجکومار کوهلی است. در این فیلم بازیگرانی همچون راج بابار، سانی دیول، آدیتای پانچولی، آکشی کومار، سونیل شتی، مانیشا کویرالا، آرمان کوهلی، آفتاب شیودسانی، شاراد کاپور، آرشاد وارسی، سونو نیگام، رمبها، آتول آگنیهوتری، آمریش پوری، جانی لور، کیران کومار، امان ورما ایفای نقش کرده‌اند.
این فیلم بازسازی فیلمی به همین نام محصول سال ۱۹۷۹ می‌باشد که در ایران هم دوبله شده‌است.
این فیلم در ایران با نام جانی دشمن دوبله و پخش شده‌است.